# Bataille de Puerto del Carnero
Guerre d'indépendance du Mexique
La bataille de Puerto del Carnero est une action militaire de la guerre d'indépendance du Mexique qui eut lieu 20 janvier 1811 à Puerto del Carnero, État de Coahuila. Les insurgés commandés par le général José Mariano Jiménez (es) y vainquirent les forces royalistes du lieutenant-colonel José Manuel Ochoa. Les insurgés réussirent à faire prisonnier le lieutenant espagnol Ochoa à la fin de la bataille. Trois jours après la bataille du pont de Calderón qui avait été une défaite pour les insurgés, Ochoa et ses troupes se présentèrent devant Puerto del Carnero mais les manœuvres du général Jimenez contraignirent les forces royalistes à prendre la fuite et à abandonner le terrain aux troupes insurgées.

## Sources
- Bustamante, Carlos María de (1846). Cuadro histórico de la revolución mexicana, comenzada en 15 de septiembre de 1810 por el ciudadano Miguel Hidalgo y Costilla, Cura del pueblo de los Dolores. (Impr. de JM Lara edición). México.